# Nami Melumad
Naama "Nami" Melumad (נעמה "נמי" מלומד; Ramat Gan, 5 de dezembro de 1988) é uma compositora israelita de cinema e televisão mais conhecida por seus trabalhos em Star Trek: Prodigy, Star Trek: Strange New Worlds e Thor: Love and Thunder.

## Biografia
Melumad nasceu e cresceu em Ramat Gan, Israel. Ela toca flauta, piano e violão desde criança, juntando-se à orquestra de sua escola e começando a compor músicas para musicais escolares, o que lhe ajudou a ser contratada para compor para uma peça de teatro. Ela cumpriu seu serviço obrigatório nas Forças de Defesa de Israel e foi estudar composição multiestilos na Academia de Música e Dança de Jerusalém, sendo aceita direto no segundo ano do curso. Pelos anos seguintes compôs para documentários, curtas, filmes universitários e outras produções. Em 2014 foi estudar na Universidade do Sul da Califórnia.
Sua primeira grande produção estadunidense foi a série Absentia. Melumad colaborou com o compositor Michael Giacchino em 2020 no filme An American Pickle. Giacchino, que tinha composto a música de três filmes de Star Trek, a recomendou para os produtores da franquia, o que levou ela a compor a trilha do episódio "Q&A", parte da antologia de curtas-metragens Star Trek: Short Treks. Melumad assim se tornou a primeira mulher a compor música para a franquia Star Trek. Este trabalho fez com que fosse contratada para ser a compositora principal das séries Star Trek: Prodigy e depois Star Trek: Strange New Worlds. Em 2022 ela colaborou com Giacchino novamente para criar a trilha sonora do filme Thor: Love and Thunder.